# 谢里塞
谢里塞（法語：Chérisey，法語發音：[ʃeʁizɛ]）是法国摩泽尔省的一个市镇，属于梅斯区。

## 地理
谢里塞（49°0'46"N, 6°14'3"E）面积5.07 平方千米，位于法国大東部大區摩泽尔省，该省份为法国东北部内陆省份，是洛林的一部分，西南接默尔特-摩泽尔省，东临下莱茵省，北与卢森堡和德国接壤。
与谢里塞接壤的市镇（或旧市镇、城区）包括：古万、列翁、奥尔尼、蓬图瓦、普尔努瓦拉格拉斯。

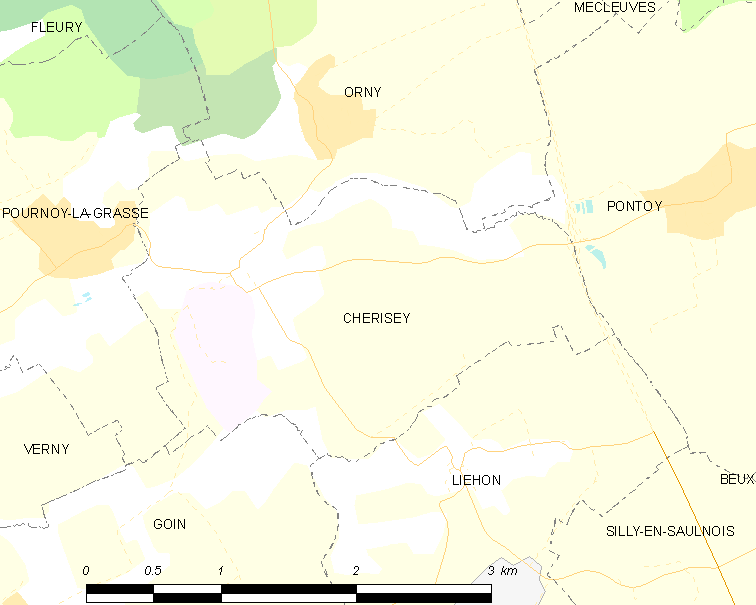
谢里塞的OSM定位图

谢里塞的时区为UTC+01:00、UTC+02:00（夏令时）。

## 行政
谢里塞的邮政编码为57420，INSEE市镇编码为57139。

## 政治
谢里塞所属的省级选区为福尔克蒙县。

## 人口

1962-2008年间谢里塞人口变化图示

谢里塞于2022年1月1日时的人口数量为276人。